# 红旗飘飘 (中国青年出版社)
《红旗飘飘》是中国青年出版社文学编辑室传记组于1957年5月开始不定期公开出版发行的丛刊。体裁包括回忆录、传记、小说、诗歌和日记等；内容包括描写革命领袖、记录革命先烈、回忆著名英雄人物和重大历史事件、描写无名英雄和革命斗争生活等。第一辑至第六辑，发行了213万册。由于以历史亲身经历者的采访回忆为主，其中一些鲜活的记载文章成为许多著名文学作品的创作原型。根据丛刊第6辑中由罗广斌、刘德彬、杨益言合写的回忆录《在烈火中永生》（小说《红岩》的原型）印成单行本，几年内印数达328万册。

## 历史
1957年创刊。丛刊名字由中国青年出版社文学编辑室分管副主任萧也牧根据1933年1月出版的著名抗日歌曲《旗正飘飘》与中共中央理论刊物《红旗》合成为《红旗飘飘》。
1962年出版的第17辑描写打入胡宗南集团的中共西安情报处事迹的《古城斗“胡骑”》有严重历史与政治问题，印刷的30万册全部销毁，《红旗飘飘》停刊。
1978年，获批复刊，在中国青年出版社内设立《红旗飘飘》编辑部。1979年开始出版第18辑。至1993年第32辑终刊。

## 书目
- （第1集） 1957年5月15日出版
  - 在红色的摇篮里长大（张金锡讲）
  - 共青团——我的母亲（温济泽）
  - “红军不怕远征难”二章（小说）深山苗歌、云岭雪海（陈靖、黎白）
  - 一个红军的经历（上）（张友济）
  - 回忆廖仲恺（何香凝）
  - 邓中夏同志在北大（马非百讲）
  - 忆念罗登贤同志（薛雯）
  - 和鲁迅先生在厦门相处的日子里（川岛）
  - 山城的荣哀——闻一多先生殉难记（史靖）
  - 邹子侃舍身救难友（万正）
  - 女红军张吉兰（梦岩）
  - 同志·老师·战友——忆钱毅（陈登科）
  - 桃子又熟了……——忆仓夷（萧殷）
  - 我的引路人（海默）
  - 战友徐坦（高鲁）
  - 红军之母（张羽）
- （第2集）1957年7月15日出版
  - 寄延安诗四首（董必武）
  - 和董老寄延安诗五首（朱德）
  - 大渡河畔英雄多（杨得志）
  - 一个红军的经历（下）（张友济）
  - 狼牙山跳崖记（葛振林）
  - 野火烧不尽（张日清）
  - 南下归来（苗延秀）
  - 冲出黑暗的牢笼（何洛）
  - 抗战时期昆明学生运动散记（史靖）
  - 战火中的童年（南新宙）
  - 燃烧的心（宋炎）
  - 共青团员战斗在南京（陈沂）
  - 旗手倒下，红旗前进（谢雪畴）
  - 罗炳辉同志二三事（章洛）
  - 一位抗联将军的故事（张麟）
  - 黑夜里撒下的种子（万正）
  - 宁死不屈的刘伏考（王亮）
  - [以下小说散文]四嫂子（海默）
  - 海滨一少年（陈允豪）
  - 风雪大别山（史超）
  - 黄土岭战地旧景（柳杞）
  - 一九三七和十三（林斤澜）
  - 秋葵（萧也）
- （第3集·解放军三十年征文特辑）1957年8月1日出版
  - 两条半枪闹革命（邵式平）/在一九三一年间（少将曹丹辉）
  - 红旗不倒（冯白驹）
  - 我跟父亲当红军（少将吴华夺）
  - 森林中的红军大学（海军中将刘道生）
  - 红军，红军，彝民的亲人（中校阿尔木呷）
  - 活捉岳维峻（章明）
  - 河堤上的刀光（少将张树芝）
  - 苏家埠四十八天（海军上将王宏坤）
  - 深夜的号声（海军中将周希汉）
  - 红军一师长（上将陈锡联）
  - 高虎堖战斗（海军上将苏振华）
  - 蜡烛形防御战（中将张震）
  - 夜袭龙岩城（大校俞炳辉）
  - 把敌人挡在湘水面前（上将李天佑）
  - 巧渡金沙江（少将肖应棠）
  - 在大渡河下游（中将刘忠）
  - 部长带我过雪山（上校姜国华）
  - 万“苦”流芳（少校谭清林）
  - 攻破腊子口（杨信香）
  - 会师的礼物（中校刘强）
  - 苗山一夜（谢扶民）
  - 心连心（少校康正德）
  - 会师陕北（大将徐海东）
  - 忆渡黄河之前——回忆林彪军团长敌前侦察的一段故事（中将曾思玉）
  - 强渡黄河（空军中将曾国华）
  - 苦战临泽（中将秦基伟）
  - 陷入绝境以后（中将李天焕）
  - 从祁连山到陇东（少将肖永银）
  - “鹰”的眼睛（杨尚奎）
  - 一粒粮食一滴血（上校焦家福）
  - 在鹞落坪的深林里（大校罗映臣）
  - 森林中的远征（林占财）
  - 四百里路奇袭（戴洪滨）
  - 雪地上的脚印（少校范德林）首战平型关（上将李天佑）
  - 红军的帽子（少校王德清）
  - 晋西事变中的一夜（上校周玉清）
  - 在绥南建立游击根据地（大校安正福）
  - 血战岱崮（少校张善才）
  - 皖北的亲人（赖维纪）
  - 在毛主席周围（中校蒋秦峰）
  - 难忘的会见（大尉李玉林）
- （第4集·庆祝十月革命四十周年特辑）1957年10月15日出版
  - 我第一次会见列宁（克·叶·伏罗希洛夫）
  - 回俄国去（M·果别尔曼）
  - 伟大十月的洗礼（王鸿勋）
  - 划时代的炮声（A·别雷舍夫）
  - 回忆红十月的战斗（刘福）
  - 我的红军伙伴们（寇喜廷）
  - 列宁的中国卫士李富清（李兴沛）
  - 中苏混合游击队（田子芳）
  - 在北高加索革命斗争中的中国赤卫队（伊·伊·波波亚托夫斯基）
  - 莫斯科的十月（B·比尔-别洛采科夫斯基）
  - 我是一个红军战士（姚信诚）
  - 在苏联国内战争的战场上（徐墨林）
  - 苏联红军“中国营”的诞生和成长（周瑞）
  - 我参加了保卫乌克兰的战斗（陈立德）
  - 西伯利亚的日日夜夜（陈柏川）
  - 在动荡的远东地区（郭玉成）
  - 肩并肩的战斗（张子轩）
  - 从黑夜到黎明（王洪元）
  - 荣获列宁勋章的中国工人（焦野）
  - 在伯力的日子（许振久）
  - 鲜血凝成的友谊（于东江）
  - 遥远的怀念（刘永年）
  - 不灭的星（季寿山）
  - 苏联红军队伍里的中国连长（新友）
  - 红军战士翟永裳（焦野）
  - 我们的小向导（刘福）
  - 列宁在1917年(尼·伊·帕得沃依斯基)
- （第5集·革命先烈故事特辑）1957年12月15日出版
  - 片断的回忆（忆赵世炎）（夏之栩）
  - 忆太雷（王一知）
  - 皖北苏维埃的创始人之一魏野畴（李力果）
  - 悼向警予同志（李立三）
  - 海陆丰农民运动的领导者彭湃（侯枫）
  - 纪念蔡和森同志（李立三）
  - 红二十五军军长蔡升熙（黄河清）
  - 僮族人民优秀的儿子韦拔群（谢扶民）
  - 吉鸿昌就义前后（吉胡洪霞）
  - 方志敏同志在楼底蓝家村（罗宁）
  - 瞿秋白同志战斗的一生（温济泽）
  - 西北的一颗红星（刘志丹故事片断）（本刊辑）
  - 和杨靖宇同志三次会见（何成湘）
  - 杨靖宇将军转战在白山黑水间（于连水）
  - 和左权同志相处的日子（杨得志）
  - 左权将军在太行山上（郭树保）
  - 陈潭秋同志二三事（张文秋）
  - 长征途中的毛泽民同志（王群）
  - 我的良师益友彭雪枫同志(张震)
  - 毕生难忘（忆彭雪枫同志）（姜国华）
  - 王若飞同志故事片断（本刊辑）
  - 追随叶挺将军两年（熊辉）
  - 罗炳辉将军生平（史芬）
  - 关向应同志故事片断（本刊辑）
  - 抗战初期的续范亭同志（南新宙）
  - 深深的怀念（忆朱瑞）
  - 在任弼时同志的身边（毛少先）
  - 红军时代的杨立三同志（朱达）
- （第6集）1958年2月1日出版
  - 赠续范亭（诗）（林伯渠）
  - 鄜县即景（诗）（林伯渠）
  - 春游杂咏（诗）（林伯渠）
  - 悼刘伯坚（诗）（莫文骅）
  - 悼任作民（诗）（莫文骅）
  - 在白色恐怖的日子里（黎少岑）
  - 回忆共产主义青年团在南宁的斗争（莫文骅）
  - 第一次考验（周长胜）
  - “九一八”时代上海学生抗日运动的片断回忆（温济泽）
  - 血是不会白流的（武光）
  - 七月的风暴（臧伯平）
  - 红色少年连队通过草地（苏红）
  - 记贺龙（沙汀）
  - 在烈火中得到永生（罗广斌、刘德彬、杨益言）
  - 智取姜庄子据点（王林）
  - 奔袭刘黑七（陈沂）
  - 古塔的神话（谢雪畴）
  - 我的老师（陈登科）
  - 深山里的菊花（海默）
  - 高山上的火苗（彭寿生）
  - 草原夜话（杨玉琼）
- （第7集）1958年4月出版
  - 和朱总司令游南泥湾五言古诗一首（吴玉章）
  - 病中感怀（诗）（魏文伯）
  - 病中远征（诗）（魏文伯）
  - “二·七”目击记（凌心应）
  - 黄浦江的激流（南新宙）
  - 忆念黄励同志（帅孟奇）
  - 革命的医生（黄既）
  - 一个红军女游击战士（午星）
  - 军队的妈妈（刘斌）
  - 雨（黄钢）
  - 树林里（黄钢）
  - 衮州城下（谢雪畴）
  - 父子兵（王福如）
- （第8集）1958年7月出版
  - 贡献给新诗人（邓中夏）
  - 带镣行（刘伯坚）
  - 囚徒歌（林基路）
  - 我的自白书（陈然）
  - 无题（佚名）
  - 死前日记（贺瑞麟）[以上为“烈士诗文抄]
  - 最后一次见面——忆中夏（夏明）
  - 忆秋白（杨之华）
  - 杨靖宇将军的故事（张麟整理）
  - 囚徒歌及其作者（方志纯）
  - 回忆香港大罢工前后（刘达潮）
  - 红色战士散记（李志明）
  - 我看见了八路军（黄钢）
  - 凤凰山前的红旗（白平）
  - 芦家窝棚遇敌记（冯仲云）
  - 难忘的日子，难忘的人们（刘燕瑾）
  - 飞行员大闹县城（刘流）
  - 敌区工作记（张翼）
  - 朱德同志在闽西的故事（凌峰）
- （第9集）1958年9月出版
  - 方志敏烈士遗著——
    - 呕血
    - 我的心
    - 同情心
    - 私塾
    - 哭声
    - 谋事
    - 李烈钧原来如此（方志敏）

  - 悼念方老太太（邵式平）
  - 少年英雄姜墨林（周保中）
  - 忆平江惨案（徐敏）
  - 红十军第一次进军闽北散记（缪敏）
  - 红十军第二次进军闽北纪实（缪敏）
  - 铁骑纵横——记淮北平原上的骑兵（周纯麟）
  - 长江飞渡记（谢雪畴）
  - 忆北平共青团地下斗争片断（武光）
  - 矿山烈火——1938年开滦大罢工的几个片断（苗培时）
  - 白大姐（张麟）
  - 方嫂子（胡旷）
  - 无名英雄——反封锁斗争片断（孙暮林）
- （第10集）1959年1月出版
  - 毛主席在雩都（傅连璋）
  - 青年的引路人——记1945年在重庆见毛主席（蒲公英）
  - 平凡的故事，高尚的品德——记徐老二、三事（彭文龙）
  - 林彪同志和我们一起战斗（大校潘峰）
  - 彭德怀同志的几个小故事（颜甫）
  - 刘伯承同志关怀伤病员（陈友孟）
  - 贺龙同志在赤溪河畔（赵清学、张启正、贺瑞风口述马德峰整理）
  - 射击英雄魏来国（中奕）
  - 气壮山河——红西路军远征记（中将李天焕）
  - 惜别四明（山东省省长谭启龙）
  - 忆烽山之战（张明）
  - 新疆狱中斗争记（杨南桂）
  - 诗两首（谢觉哉）
  - 回民之母——记回民支队长马本斋之母英雄殉国（中共吉林大学党委第二书记陈静波）
  - 山谷中的搏斗——记英雄顽强的游击队员罗绍增同志（中共江西省委第一书记杨尚奎）
  - 刘愿庵同志回忆片断（成都市市长李宗林）
  - 十年前的战友——忆路汀（陈登科）[以下为“老工人回忆录”]旧社会的苦处诉不尽（牙生库尔班）
  - 想起当年泪满襟（薛淑华）
  - 砸饭房的故事（洪禺、万江）
  - 香港海军船坞里的斗争——老工人麦耀全夜谈往事（朱执中）
  - 黎明前的战斗（白明）
- （第11集）1959年3月出版
  - 中央红色医院的创立——毛主席的故事（傅连蟑）
  - 刘少奇同志在中央苏区（马文）
  - 随周恩来副主席长征（魏国禄）
  - 长征路上的朱德同志（张显扬）
  - 跟随朱总司令（李树槐）
  - [以下为“福建老根据地革命斗争故事特辑”]红旗不倒（特辑序言）（张鼎丞、邓子恢）
  - 红军入漳前后（邓子恢）
  - 福安农民运动的开端（邓子恢）
  - 攻打上杭城（中共龙岩地委党史办公室）
  - 抓“苏维埃”的故事（江斌）
  - 朱德军长打中川（曹兴、二胡）
  - 闽北三年（黄知真）
  - 神出鬼没歼白军——王涛支队的战斗故事（谢毕真）
  - 谈判桌上的斗争（魏金水）
  - 大战水晶坪（王汉杰）
  - 赤胆忠心（刘平）烈火炼英雄（王荒草）
  - 陈客嫲（苗蓝田）
  - 闽西一老人（郁彦）
  - 红色三兄弟（江斌）
  - 四个小故事（李居民）
- （第12集）1959年5月出版
  - 红色赣粤边（中共江西省委第一书记杨尚奎）
  - 中国工农红军第十军团的诞生（江西省省长邵式平）
  - 枪的故事（邵式平）
  - 死亡线上的斗争（中共江西省委书记刘俊秀）
  - 短促而光辉的生命（江西省副省长邓洪）
  - 一支武装交通队（邓洪）
  - 坚持湘赣边区三年（少将段焕竞）
  - 宁都兵暴前后（少将熊伯涛）
  - 暴风雨的前奏（赖绍尧）
  - 弋横农民暴动（缪敏）[以上为“江西革命斗争回忆录选辑”]
  - 毛主席在安源的时候（萍矿老工人和安源烈属集体回忆）
  - 毛主席关怀安源工人（萍矿老工人张明生）
  - 想念毛主席（萍矿老工人吴友生）
  - 真理的启示（萍矿老工人袁品生）
  - 在刘少奇同志身边（萍矿老工人张明生）
  - 第一所工人学校（萍矿老工人集体回忆）
  - 工兵始祖（红军工兵连老战士丘立德）[以上为“安源矿史片断”]
  - 北行纪事（魏传统）
  - 大别山上红旗飘（何耀榜）
  - 攻守淖马“要塞”（中将刘忠）
  - 游击队显神通（少将曾雍雅）
  - 两个山药蛋（中将皮定钧）
  - [以下“天津战役片断]入关第一战（少将张竭诚）
  - 天津城下歼败将（上校韩怀智）
  - 活捉守敌司令陈长捷（少将杨大易）
- （第13集）1959年10月出版
  - 跟毛主席上井冈山（上将黄永胜）
  - 伟大的历程——随毛主席从江西到陕北（少将曹丹辉）
  - 随从毛主席在陕北（贺清华）
  - 回忆往事——少奇同志在中央苏区的片断（上将杨至成）
  - 少奇同志在淮北抗日敌后（上将张爱萍）
  - 冲破天险乌江（上将杨得志）
  - 南渡乌江（上将萧华）
  - 黑山阻击战（中将梁兴初）
  - 上党大捷——记上党战役中的三八六旅（中将刘忠）
  - 转战江淮河汉——刘、邓大军南征记（唐平铸）
  - 连江透堡农民减租斗争的回忆（邓子恢）
- （第14集）1960年6月出版
  - 毛主席率领我们上井冈山（上将陈伯钧）
  - 艰苦转战——毛主席在井冈山的片断（上将杨至成）
  - 井冈山上红旗飘——连队生活回忆片断（上将黄永胜）
  - 黄洋界保卫战前后（农垦部副部长刘型）
  - 扼住敌人的咽喉（中校李天银）
  - 横扫七百里（上校徐松林）
  - 忆第三次反“围剿”（上校徐松林）
  - 黄陂大捷（少将熊伯涛）
  - 毛主席到南线的一件史实（第一机械工业部副部长方强）
  - 回忆洪湖斗争中的几个小故事（上将贺炳炎）
  - 谈谈遵义会议（中将莫文骅）
  - 从遵义到陕北——记林彪同志在长征中的故事片断（中将刘忠）
  - 模范红五团的新荣誉（上将赖传珠）
  - 最后的脚印——记红二方面军过草地（少将李文清）
  - 东北解放战争时期的林彪同志（中共云南省委书记周赤萍）
  - “一点两面三三制”的故事（李示文）
  - 南渡松花江（中将梁兴初）
  - 三下江南（中将李作鹏）
  - 战斗在临江（萧剑飞）
  - 东北战场上的辽沈大决战（中将李作鹏）
- （第15集）1961年3月出版
  - 第一个春天——秀水河子歼灭战前后（梁必业）
  - 笑俘强敌十万（中将詹才芳）
  - 毛主席伟大战略思想的胜利——忆塔山阻击战（中将胡奇才）
  - 英明的预见，正确的战役方针——回忆淮海战役（中将张震）
  - 兵临城下——回忆解放北平（上将陈伯钧）
  - 战斗在平绥路上（中将吴克华）
  - 回忆天津战役（上将李天佑）
  - 雄师渡长江（中将鲍先志）
  - 打过长江去——回忆渡江作战的一些片断（仲曦东）
- （第16集）1961年10月出版
  - 吴玉章同志在辛亥革命前后的革命活动（田海燕）
  - 长沙泥木工人的怒吼（袁福清）
  - 记上海第三次武装起义前后的赵世炎烈士（常益整理）
  - 陕北红花开（刘占江）
  - 突破天险腊子口（杨成武）
  - 陕北好江南——史家岔屯垦记（颜德明）
  - 白手成家——记三五九旅大光纺织厂（刘韵秋）
  - 延安鲁艺生活杂忆（马可）
  - 农村调查的一段回忆（李成瑞）
  - 背起工厂打游击——西安农业机械厂工厂史片断（本刊整理）
  - 雪山寻炮（匡裕民）
  - 人在，电台在！（屈培雍）